# 土屋英明
土屋 英明（つちや ひであき、1929年12月20日 - 1983年6月13日）は、日本の元ラグビー選手。

## プロフィール
- 福岡県福岡市出身。
- ポジションはスクラムハーフ(SH)。
- 日本代表キャップは1。

## 経歴
福岡中学（現・福岡県立福岡高等学校）から明治大学へ進み、1952年には主将を務める。卒業後は大映へと進む。
日本代表として出場した1952年のオックスフォード第2戦において、弟の俊明と共に、兄弟で同一試合において初キャップを獲得するという日本初の快挙を達成する。現役時代は「土屋兄弟」として弟と共に日本ラグビー界を牽引した。